# Carex hinnulea
Carex hinnulea är en halvgräsart som beskrevs av Charles Baron Clarke. Carex hinnulea ingår i släktet starrar, och familjen halvgräs.
Artens utbredningsområde är Jamaica. Inga underarter finns listade i Catalogue of Life.